# Kamala (bogini)

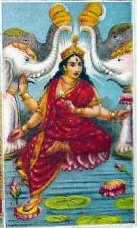
Kamaladewi

Kamala (dewanagari: कमला, także Kamalatmika कमलात्मिका) – hinduska bogini, symbolizująca radość i czyste poznanie duszy. Jedna z mahawidja (narzędzi poznania Śiwy).
Jej imię oznacza dosłownie "czerwony lotos" (Nelumbo nucifera). Utożsamiana zarówno z małżonką Śiwy jak i Wisznu (Rohini).

## Ikonografia
Kamala przedstawiana jest w kąpieli, z ciałem o złotym odcieniu, z lotosem w dłoni, w otoczeniu czterech słoni.